# ذي حصاحص (بعدان)

تعديل مصدري - تعديل

ذي حصاحص هي إحدى قرى عزلة المنار بمديرية بعدان التابعة لمحافظة إب، بلغ تعداد سكانها 227 نسمة حسب تعداد اليمن لعام 2004.